# Phryxe imprudens
Phryxe imprudens là một loài ruồi trong họ Tachinidae.